# Un homme de têtes
Un homme de têtes o de tête (Un uomo di testa) è un cortometraggio diretto da Georges Méliès (Star Film 167) della durata di circa 1 minuto in bianco e nero.
In questo film si vede, forse per la prima volta per Méliès, il trucco del mascherino e contromascherino, tipico dei suoi capolavori, che si andava ad aggiungere al trucco dell'arresto della ripresa, molto usato nei suoi film precedenti.

## Trama
Méliès, in una stanza con due tavoli su sfondo nero, si toglie la testa (si vede come usi la testa di un manichino e copra la sua testa con una scatola nera che sparisce sullo sfondo), e la appoggia sul tavolo di sinistra (dove è effettivamente la sua testa, che si muove e parla, grazie al trucco del mascherino). Poi la testa gli riappare, nuova, in testa; dopo aver dimostrato che non c'è niente sotto il tavolo, passandoci sotto, si sfila anche questa testa e la mette sul tavolo accanto all'altra, e così una terza volta. Allora prende un banjo e si mette a cantare, accompagnato dalle sue tre teste sui tavoli. Ma devono essere stonate, perché le fa sparire con un colpo di banjo. Allora si sfila un'altra testa e la lancia via, poi prende la testa superstite sul tavolo e se la rinfila con un lancio.